# Ana de Brandeburgo (1507-1567)
Ana de Brandeburgo (Berlín, 1 de enero de 1507-Lübz, 19 de junio de 1567) fue una princesa de la Casa de Hohenzollern, y duquesa de Mecklemburgo-Güstrow por su matrimonio con Alberto VII de Mecklemburgo-Güstrow.

## Primeros años
Ana era la hija mayor del príncipe elector Joaquín I Néstor de Brandeburgo y de la duquesa Isabel de Dinamarca, hija del rey Juan I de Dinamarca.

## Matrimonio y descendencia
Contrajo matrimonio en Berlín el 17 de enero de 1524, con el duque Alberto VII de Mecklemburgo (1486-1547), aportando una dote de 20.000 florines al matrimonio. Sin embargo, el matrimonio fue calificado de infeliz y amargado. Tuvieron 10 hijos: 
- Magnus (1524-?), murió en la infancia.
- Juan Alberto I de Mecklemburgo (1525-1576), casado con Ana Sofía de Prusia.
- Ulrico III de Mecklemburgo-Güstrow (1528-1603), casado con Isabel de Dinamarca.
- Jorge (1529-1587).
- Ana (1533-1602), casada con el duque Gotthard de Curlandia y Semigalia.
- Luis (1535-1535), murió en la infancia.
- Juan (1536-1536), murió en la infancia.
- Cristóbal (1537- 1592), casado con Dorotea de Dinamarca, hija del rey Federico I de Dinamarca y en segundas nupcias con Isabel de Suecia.
- Sofía (1538-1538), murió poco después de nacer.
- Carlos I de Mecklemburgo (1540-1610).

No tuvo ningún vínculo emocional con su hijo mayor, y dio todo su cariño a sus dos hijos menores.

## Viudedad y muerte
A la muerte de su marido en 1547, Ana se trasladó a Eldenburg en Lübz, el único pueblo católico que quedaba en Mecklemburgo. En 1559, su hijo el duque Juan Alberto echó por la fuerza a todos los sacerdotes y monjes católicos fuera de Lübz, a pesar de las objeciones de su madre. 
Ana murió en 1567. En su testamento expresó su voluntad de ser enterrada según los ritos católicos en la iglesia de la ciudad. Su hijo Juan decidió ignorar esta petición y ordenó su entierro en la catedral de Schwerin.